# Гамбрінус (фільм, 1990)
«Гамбрінус» (рос. «Гамбринус») — радянський художній фільм 1990 року російського режисера Дмитра Месхієва, драма за мотивами однойменного оповідання Олександра Купріна.

## Сюжет
Початок XX століття, Російська імперія напередодні єврейських погромів. У південному портовому містечку, у шинку «Гамбрінус» єврей, скрипаль-віртуоз і п'яниця грає на скрипці свої мелодії…

## У ролях
- Михайло Безверхній —  Сашка, скрипаль
- Ніна Русланова —  мадам Іванова
- Ірина Розанова —  Катя
- Олександр Трофімов —  тапера, «революціонер без штанів»
- Борис Плотников —  Миша, злодій, бізнесмен, чекіст
- Віктор Павлов — Степан Лукич, городовий
- Лев Борисов —  рибалка
- Ернст Романов — чиновник
- Федір Одиноков — барин
- Юрій Дубровін
- Костянтин Степанов
- Сергій Ісавнін
- Олег Мельник
- Юрій Воронков
- В епізодах: Н. Авасапова, В. Осіпова, А. Папуніді, Валерій Бассель, Валерій Кравченко, Л. Берлін, В. Рогулева, Т. Макуцинська
- Музику виконували: Михайло Безверхній — скрипка, Ернест Штейнберг — фортепіано,

## Творча група
- Сценарій: Валерій Тодоровський
- Режисер-постановник: Дмитро Месхієв
- Оператор-постановник: Юрій Шайгарданов
- Художники-постановники: Василь Звєрєв, Володимир Шинкевич
- Композитор: Михайло Безверхній
- У фільмі використано музику: Льва Смирнова, Моцарта, Глюка, Ліста, Ланнера, Баха, Кюї, Шуберта
- Звукооператори: Едуард Гончаренко, Юхим Турецький
- Режисер: Ірина Погорелова
- Оператор: Олександр Лобєєв
- Режисер монтажу: Юлія Бовжученко
- Художник по костюмах: Людмила Тимощук
- Художники-гримери: Надія Руденко, Зоя Губіна
- Редактор: Неллі Некрасова
- Музичний редактор: Олена Вітухіна
- Директор фільму: Олег Галкін